# 民航處

民航處舊標誌

民航處（英語：Civil Aviation Department，CAD），是香港特別行政區政府運輸及物流局轄下的部門，於1946年5月1日根據《1946年空運（航空服務牌照）條例》正式成立。作為香港航空事務的法定監管機構，其主要職責包括空中交通管理、航空安全監管、航空運輸經濟規管及航空技術標準制定等範疇。在1998年啟德機場關閉前，該處曾長達52年負責該機場的全面管理及營運工作。
根據2017年立法會通過的《民航意外調查機構條例》，民航處原負責的航空事故調查職能於2018年4月1日起正式移交新成立的獨立法定機構民航意外調查機構，以符合國際民航組織關於事故調查獨立性的最新標準。在組織架構變遷方面，民航處最初隸屬經濟局，2002年改隸經濟發展及勞工局，2007年7月1日決策局重組後轉歸運輸及房屋局管轄，至2022年7月1日政府架構重組後改隸新設立的運輸及物流局。

## 歷史
香港的空域管理起初並沒有專門的部門。1920年開始，民用航空的需求逐漸增加，同時配合啟德機場的落成，因此當時船政廳亦開始管理香港空域，並更名為船政廳暨航空事務處。二戰後，航空需求日益旺盛，因此1946年5月1日，民航處自船政廳分拆，成為獨立政府部門。當時民航處同時負責管理啟德機場。
為了統籌香港機場核心計劃的所有工程，政府成立了專門的「新機場工程統籌署」。當香港機場搬遷至赤鱲角後，民航處不再管理機場設施，新機場工程統籌署亦解散，並由1995年成立的香港機場管理局負責。
民航處總部於2013年5月23日遷往赤鱲角的新總部大樓，並由行政長官梁振英、運輸及房屋局局長張炳良和民航處處長羅崇文主持開幕典禮。
2018年，為了滿足國際上的要求並保持調查的中立性，民航處將民航意外調查的工作移交予新成立的民航意外調查機構。

## 組織架構
現時，民航處轄下設有7個分部，各負責各項工作範疇，確保航空運作安全暢順。除行政部由部門秘書及財務部由總庫務會計師領導外，其餘每個分部均各自由一位助理處長領導。
| 分部                 | 負責工作範疇                                                                                     |
| -------------------- | ------------------------------------------------------------------------------------------------ |
| 飛行標準及適航部     | 監管香港註冊飛機的操作安全和適航情況                                                             |
| 航空交通工程及標準部 | 負責規劃、統籌、提供及保養香港國際機場的航空交通管制系統、雷達、導航設施及通訊儀器               |
| 機場安全標準部       | 負責機場發牌﹑管理﹑巡查及監察香港飛機場（包括直升機場）之安全及保安事務                         |
| 航空交通管理部       | 負責在國際民航組織所指定的飛行情報區內提供航空交通管制服務，航空資料服務及飛機事故警報這三種服務 |
| 航班事務部           | 處理及監察航空公司的航班事宜、支援空運牌照局的工作、民航立法事宜                                 |
| 財務部               | 所有民航處的財務管理                                                                             |
| 行政部               | 所有民航處的行政支援及管理                                                                       |

## 轄下設施及辦公室

### 航空交通管制中心
航空交通管制中心是現時香港飛行情報區的核心設施，由航空交通管制中心及機場指揮塔兩大主要部分構成。中心由航空交通管理部運作，2016年11月14日前採用美國雷神公司第一代AutoTrac空管系統，而民航處目前採用第三代的AutoTrac III。
航空交通管制中心設有各種先進的雷達系統和現代化的通訊設備，為飛越香港飛行情報區的航班提供進近管制和區域管制服務。航管中心同時協調和指導空域或機場內不同飛機的航行路線和飛航模式，確保香港飛行情報區空中交通的秩序，防止飛機在地面或者空中發生意外。
機場指揮塔則負責管制一切機場空中交通包括了準備起飛或降落的航班和在滑行道及停機坪上活動的飛機。
與此同時，航空交通管制大樓內亦設有先進的雷達模擬機及指揮塔模擬機器，讓交通管制人員實習訓練。模擬空管系統與真實的空管系統一樣，有360度的場境，模擬各項天氣、交通情況及突發意外，以訓練航空交通管制員應付各項可能發生的事故。

### 精密跑道監察系統及備用航空交通管制塔
精密跑道監察系統及備用航空交通管制塔處於航管大樓之北端，由精密跑道監察系統及備用航空交通管制塔兩項設施組成，同樣由航空交通管理部管理。

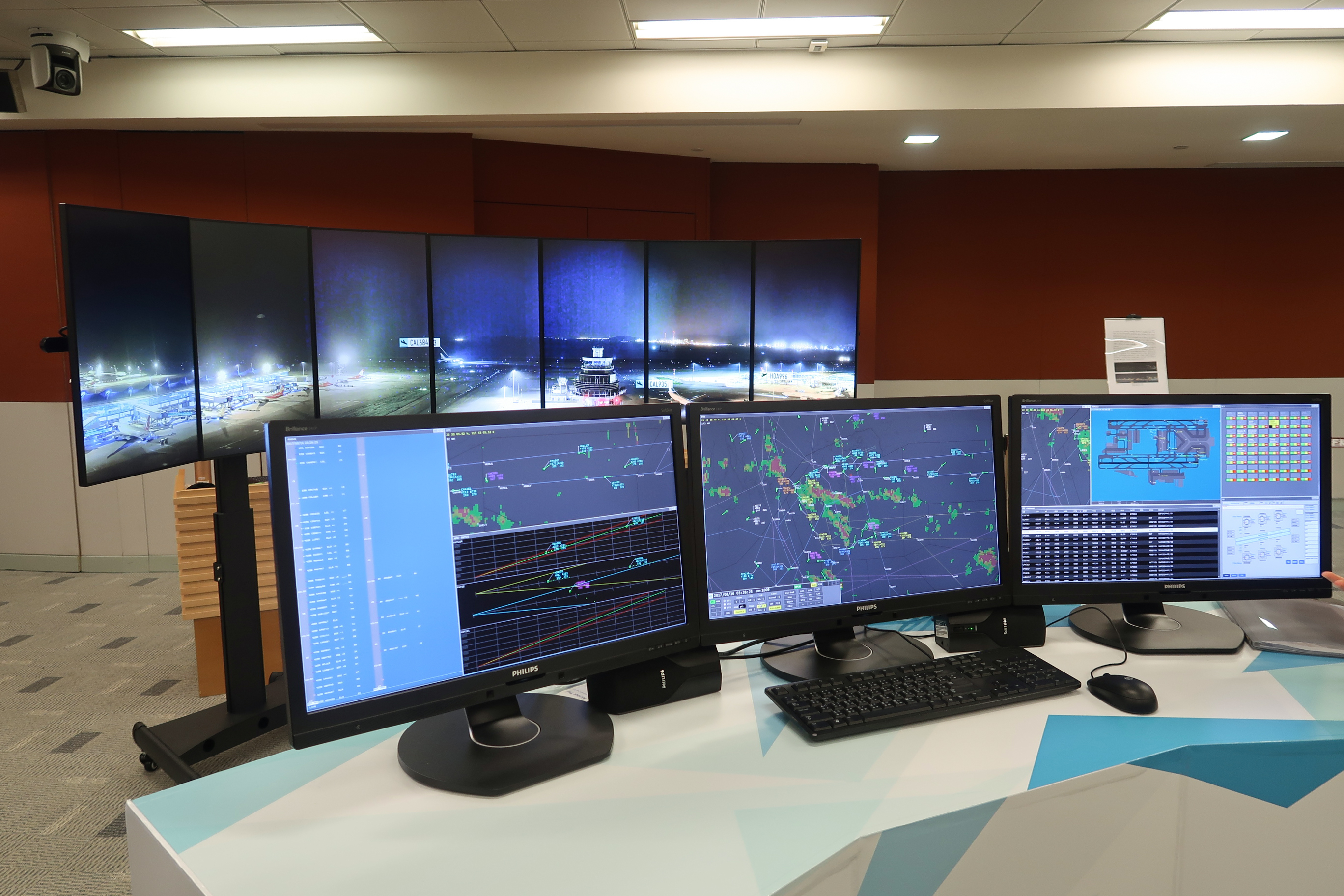
民航處總部開放日設攤位展示互動數碼指揮塔設施裝置

精密跑道監察系統基本上屬單脈沖二次監察雷達，採用排列成形的電子掃描天線。與傳統的二次監察雷達相比，精密跑道監察系統的功能不受掃描頻率速度限制，故更新速度可快許多（最快達0.5秒），而且在準確度、清晰度及航跡預測等方面，均達到更佳的顯示效果。這套系統可搜尋、追蹤、處理和展示裝有二次監察雷達應答器的飛機，覆蓋範圍達32海里，覆蓋高度則達15000英尺。
航空交通管制大樓（航管大樓）一旦未能發揮原有作用時，如火警等而使大樓必須清場或不能正常操作，航管服務定會受到很大影響。備用航空交通管制大樓（備用航管大樓）便需要啟動操作，以繼續提供安全及可靠的航管服務。後備航管系統可提供約百分之三十航空交通處理量，足夠維持最低的航管服務，以使飛行安全得到保障。
備用航管中心及備用指揮塔處於航管大樓之北端。備用航管大樓所用的設備與主運作中心相同，以減免航空交通管制員的訓練和操作上之不便。

## 職能
民航處的主要職能：
1. 執行《民航條例》，包括為香港飛行情報區內操作之飛機提供航空交通管制服務。
2. 當有飛機出現緊急情況或發生意外時，負責協調搜索和救援行動。

## 歷任處長
1. 韋廉士（Muspratt Williams）（1952年 - ？）[2]
2. 馬壁連[3]
3. 譚信[4]
4. R.E.Downing
5. 紀業（B.D.Keep）（1978或1979年－1982年12月31日）
6. 霍比（J.T.Thorpe）（1983年1月1日－1988年12月31日）
7. 樂鞏南（1989年1月1日－1995年12月31日）
8. 施高理（1996年1月1日－1998年10月4日）
9. 林光宇（1998年10月5日－2004年4月16日）
10. 羅崇文（2004年4月17日－2016年5月18日）（2017年3月27日逝世）
11. 李天柱（2016年5月19日至－2020年4月8日）
12. 廖志勇（2020年4月9日至今）

## 爭議事件

### 2013年涉嫌包庇前高層事件
2012年，民航處耗資五億元向美國雷神公司（Raytheon）購買一套全新的航空交通管理系統，但是購入後兩年之後仍然因為技術問題而無法使用。之後傳出當年有份參與審批該系統標書的民航處前總航空交通管制主任梁沛光，離職後竟加入雷神在港的公司工作，懷疑涉嫌利益衝突。

### 新空管系統失靈事件
民航處於2016年啟用新航空交通管理系統（Autotrac III）後引發的一系列技術故障與公眾質疑。該系統由美國雷神公司開發，耗資15億港元，於2016年11月14日全面取代舊系統，但啟用後頻繁出現航機雷達顯示異常、數據處理故障等問題，引發航空安全隱憂。
系統啟用翌日（11月15日），即發生首宗航機在雷達屏幕「消失」12秒的事件，並出現「雙重影像」（即「鬼航機」）的技術異常。同年11月29日，系統雷達屏幕更長達26秒未能顯示航機呼號及飛行速度，導致離港航班暫停15分鐘，9班航機延誤。民航處處長李天柱承認系統表現「不符合預期」，但強調不影響航空安全，運輸及房屋局對今次事故表示關注。此後，系統陸續被揭發多宗故障，包括2017年4月航班數據處理器故障需啟用後備系統、2018年8月核心數據處理器癱瘓30分鐘（民航處聲稱僅6分鐘）等。
2017年傳真社報道指出，新系統啟用後飛行間距不足事故頻率上升，僅2017年1月即錄得6宗，創近年罕見紀錄。同年10月，民航處數據顯示，香港飛行情報區當年已發生15宗間距不足事故，較前五年年均8至12宗明顯增加。立法會議員譚文豪質疑系統誤報航機高度或預警失靈，可能導致空管人員判斷錯誤。民航處則辯稱事故成因多元，包括天氣及人為因素，且符合國際安全標準。
輿論批評民航處多次延遲公布故障細節，如2018年事件需經媒體揭露後才回應。此外，系統採購程序被指不符政府標準，且承辦商雷神公司的AT3系統全球僅少數機場採用（如杜拜、印度），同樣屢傳故障。前線空管人員更擔憂系統缺陷可能引發重大事故，部分選擇離職。儘管民航處成立專家小組檢討，並強調故障屬「磨合期問題」，但立法會及公眾持續要求全面檢視系統可靠性，尤其在機場三跑道系統啟用前的運作壓力下。